# J-core
J-Core (Jコア) je japanska podvrsta hardcorea koji također preslikava elemente iz ostalih elektroničkih stilova, a to su trancecore, mákina, gabber, happy hardcore, hardstyle, freeform hardcore, speedcore, breakcore. Podvrsta je ponekad poznata i po tome što sadrži brze i visoke bass faktore. Ima neke korijene koji su podrijetlom iz Otaku supkulture i u glazbu se uključuju uzorci iz Anima (japanskih animiranih filmova), videoigara i idola J-Pop glazbe.
Većina J-Corea je objavljeno u Dōjin stilu.
Neke se pjesme pojavljuju u ritam videoigri Beatmania IIDX za koje se mogu reći da su J-Core.

## Povijest
Sredinom i u kasnim 90-ima, neki japanski DJ-evi su počeli uključivati uzorke iz Otaku kulture u svojim pjesmama.
Neki od starijih DJ-eva, poput C-Typea, DJ Sharpnela i m1dyja, objavljivali su svoje pjesme na albumima tijekom Dōjin događaja kao što je Comiket.
U J-Core događajiima mnogi izvođači nastupaju uživo od njegova začetka.
Ova podvrsta sadrži mješavinu teške elektroničke glazbe i uzorke preuzetih iz Otaku supkulture kojeg su vidjeli kao potpunu razliku od uobičajenog hardcorea i tako je dobio naziv "J-Core" od strane slušatelja (koristeći J-Pop i J-Rock vrste kao primjer za njegovo imenovanje).
Ovaj termin se koristi u Japanu.

## Vanjske poveznice
- http://www.last.fm/tag/j-core/wiki
- http://www.last.fm/tag/j-core/wiki?ver=3&ver=3
- http://www.urbandictionary.com/define.php?term=J-core&defid=1749037
- IM Conversations with M-Project and DJ Melancholia.

## Poveznice
- http://en.wikipedia.org/wiki/DJ_Sharpnel#History_and_Style